# Salvador Goldschmied
Sergio Salvador Goldschmied Rodríguez (19 de octubre de 1940) es un deportista mexicano que compitió en judo. Ganó cuatro medallas en el Campeonato Panamericano de Judo entre los años 1960 y 1968.

## Palmarés internacional
| Campeonato Panamericano | Campeonato Panamericano         | Campeonato Panamericano | Campeonato Panamericano |
| Año                     | Lugar                           | Medalla                 | Categoría               |
| ----------------------- | ------------------------------- | ----------------------- | ----------------------- |
| 1960                    | Ciudad de México (México)       | Medalla de plata        | 1.er kyu                |
| 1965                    | Ciudad de Guatemala (Guatemala) | Medalla de plata        | Abierta                 |
| 1965                    | Ciudad de Guatemala (Guatemala) | Medalla de bronce       | +80 kg                  |
| 1968                    | San Juan (Puerto Rico)          | Medalla de bronce       | –93 kg                  |